# Avenue de la Résistance (Chaville)
L'avenue de la Résistance est une importante voie de la commune de Chaville, dans les Hauts-de-Seine.

## Situation et accès

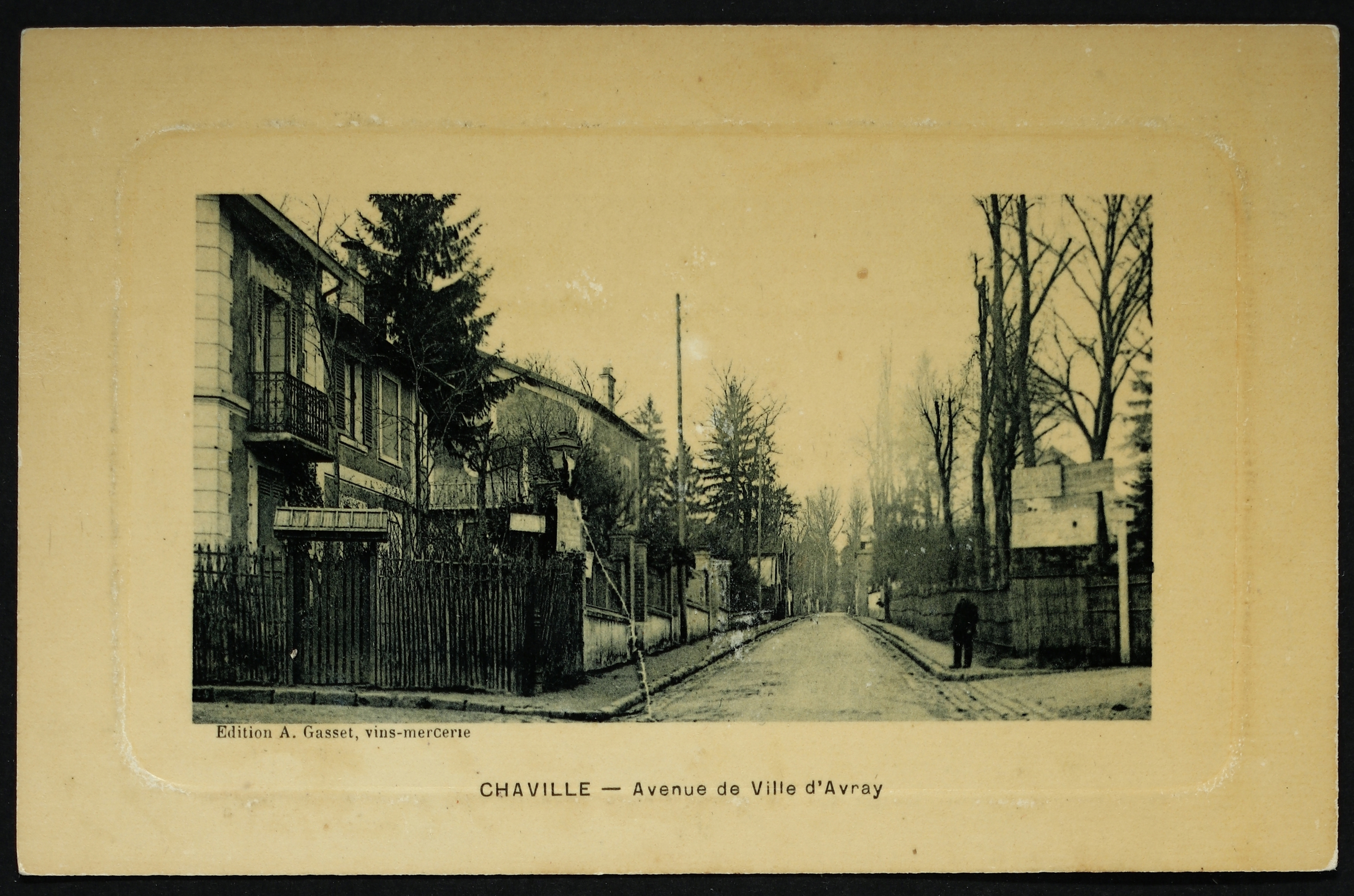
L'avenue de Ville d'Avray jadis.

Cette avenue rectiligne, orienté du nord-ouest au sud-est, commence son trajet dans la forêt de Fausses-Reposes, prolongeant la route des Fours-à-Chaux. Passant le carrefour de la rue du Coteau et de la rue des Petits-Bois, elle traverse ensuite le carrefour de la rue du Père-Komitas et de la rue Paul-Vaillant-Couturier. Elle franchit alors, par un tunnel, la ligne de Paris-Saint-Lazare à Versailles-Rive-Droite, pour se terminer au droit de l'avenue Roger-Salengro.

## Origine du nom

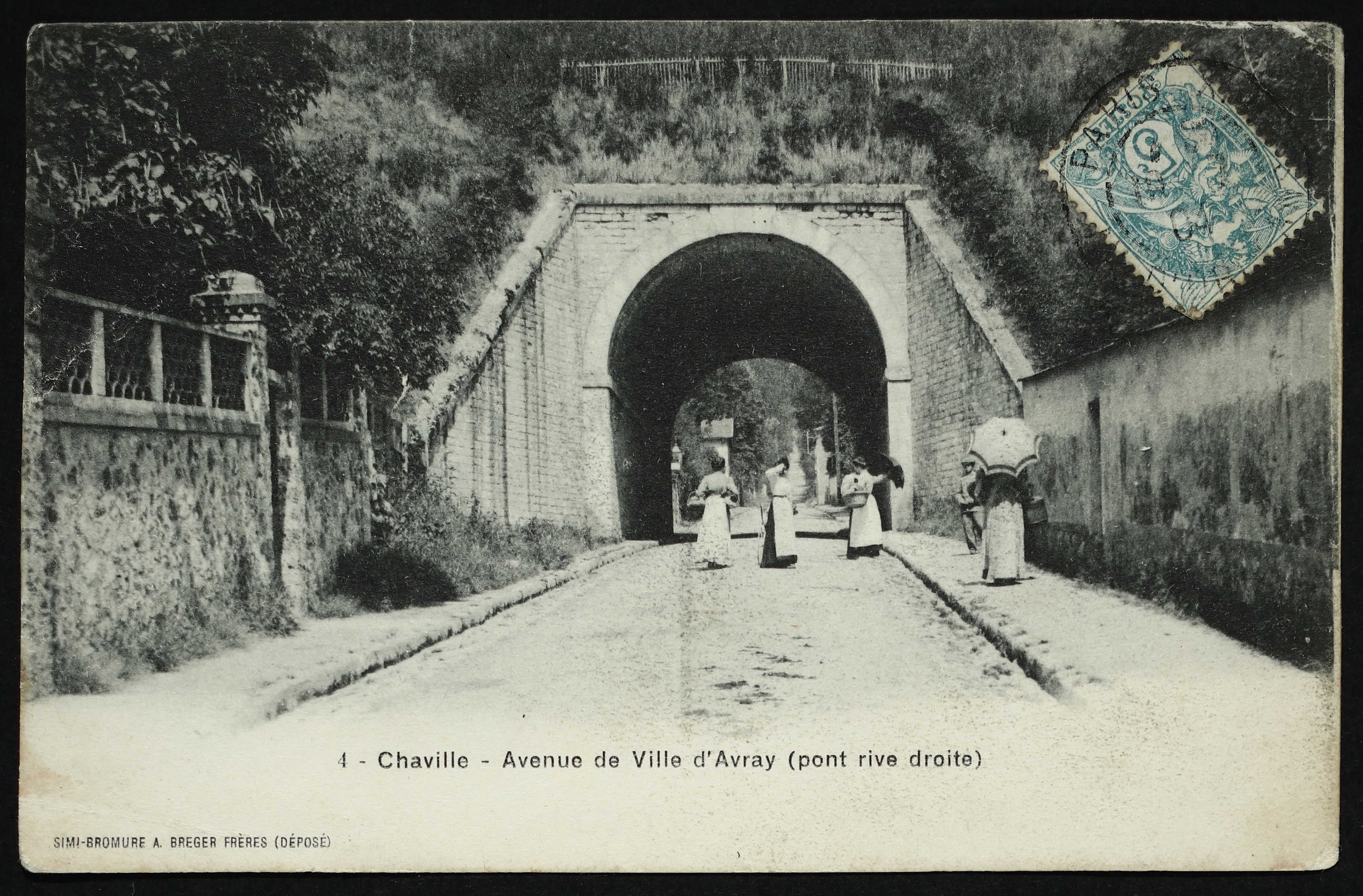
Le tunnel sous la voie ferrée.

Depuis 1945, le nom de cette avenue rend hommage aux combats contre l'occupation nazie durant la Seconde Guerre mondiale.

## Historique

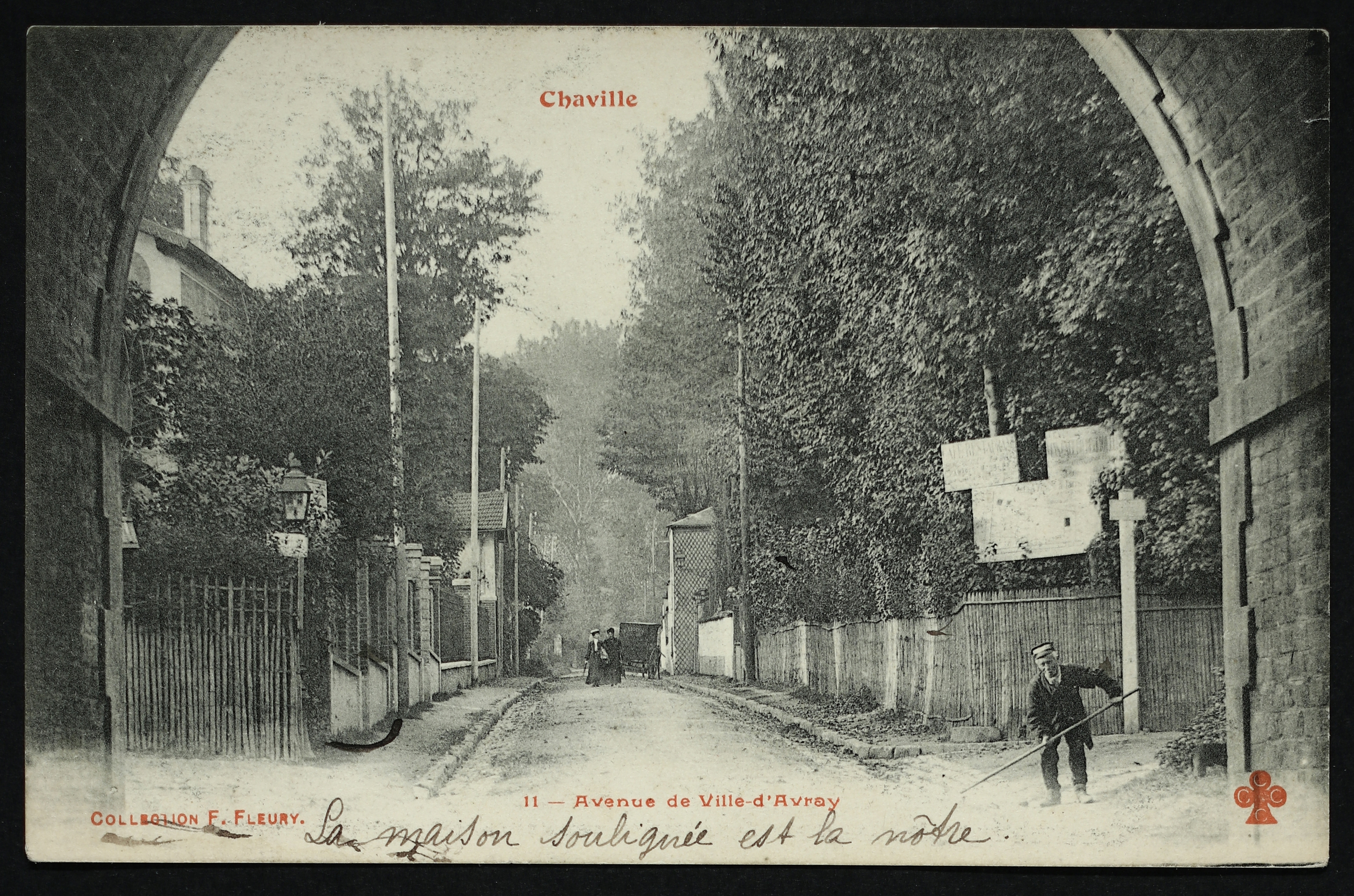
L'avenue de Ville-d'Avray, vers 1900.

Cette voie portait autrefois le nom de chemin des Fonds-Cramoisis, du nom de la famille Cramoisy, connue au XVe siècle. Elle prit ensuite le nom de route des Près-Aubry. Élargie en 1780, elle fut alors dénommée route nouvelle des Chasses du Roi. C'est après de nouveaux travaux d'élargissement menés en 1860 qu'elle reçut le nom d'avenue de Ville-d'Avray. La seconde guerre mondiale et ses malheurs lui apportèrent son nom actuel.

## Bâtiments remarquables et lieux de mémoire

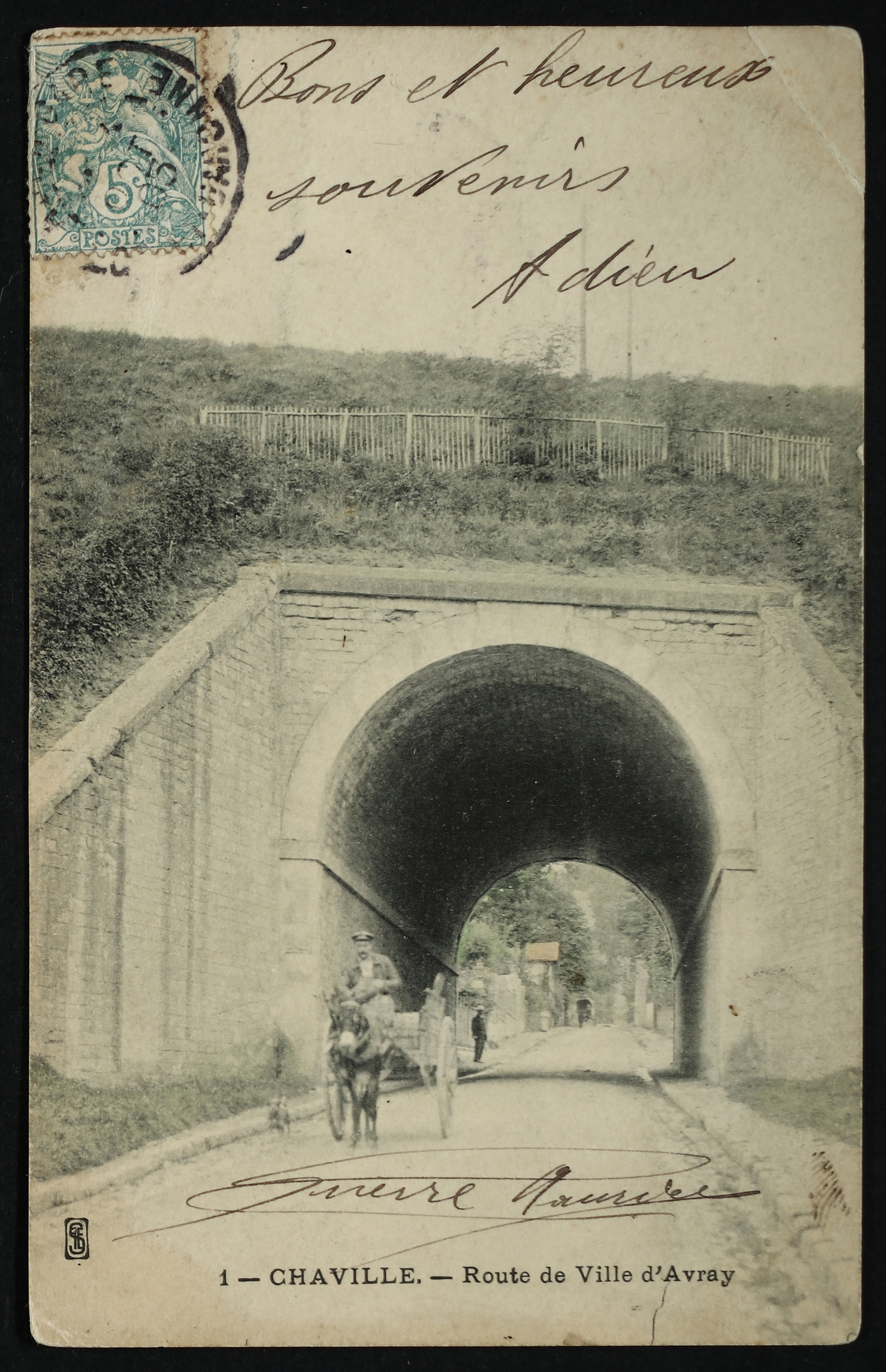
Une carriole, route de Ville-d'Avray.

- Au no 39, un buste de Jean Moulin[3], œuvre de Victor Douek[4]. Ce nom fut aussi porté par un collège situé dans l'avenue. Il a été démoli en 2001[5].
- Église apostolique arménienne Saint-Grégoire-l'Illuminateur, à l'angle de la rue du Père-Komitas.
- La comédienne Pauline Carton (1884-1974) vécut dans cette avenue, où elle possédait une maison[6].